# Bulbophyllum pendens
Bulbophyllum pendens är en orkidéart som beskrevs av Jaap J. Vermeulen. Bulbophyllum pendens ingår i släktet Bulbophyllum och familjen orkidéer. Inga underarter finns listade i Catalogue of Life.